# Seabra (microregio)
Seabra is een van de 32 microregio's van de Braziliaanse deelstaat Bahia. Zij ligt in de mesoregio Centro-Sul Baiano en grenst aan de mesoregio Centro-Norte Baiano in het noorden en noordoosten en de microregio's Jequié en Vitória da Conquista in het zuidoosten, Brumado in het zuiden, Livramento do Brumado in het zuidwesten en Boquira in het westen. De microregio heeft een oppervlakte van ca. 20.369 km². Midden 2004 werd het inwoneraantal geschat op 261.022.
Achttien gemeenten behoren tot deze microregio:
| - Abaíra - Andaraí - Barra da Estiva - Boninal - Bonito - Contendas do Sincorá - Ibicoara - Itaeté - Jussiape | - Lençóis - Mucugê - Nova Redenção - Palmeiras - Piatã - Rio de Contas - Seabra - Utinga - Wagner |

Mesoregio's: Centro-Norte Baiano · Centro-Sul Baiano · Extremo Oeste Baiano · Metropolitana de Salvador · Nordeste Baiano · Sul Baiano · Vale São-Franciscano da Bahia

Microregio's: Alagoinhas · Barra · Barreiras · Bom Jesus da Lapa · Boquira · Brumado · Catu · Cotegipe · Entre Rios · Euclides da Cunha · Feira de Santana · Guanambi · Ilhéus-Itabuna · Irecê · Itaberaba · Itapetinga · Jacobina · Jequié · Jeremoabo · Juazeiro · Livramento do Brumado · Paulo Afonso · Porto Seguro · Ribeira do Pombal · Salvador · Santa Maria da Vitória · Santo Antônio de Jesus · Seabra · Senhor do Bonfim · Serrinha · Valença · Vitória da Conquista